# Pyxis planicauda
Espèce
Synonymes
- Testudo planicauda Grandidier, 1867
- Testudo morondavaensis Vuillemin, 1972

Statut de conservation UICN

 CR A4acd : 
En danger critique
Statut CITES
La Pyxide à dos plat ou Pyxide à queue platte (Pyxis planicauda), aussi nommé le Kapidolo, est une espèce de tortues de la famille des Testudinidae.

## Répartition
Cette espèce est endémique de Madagascar.

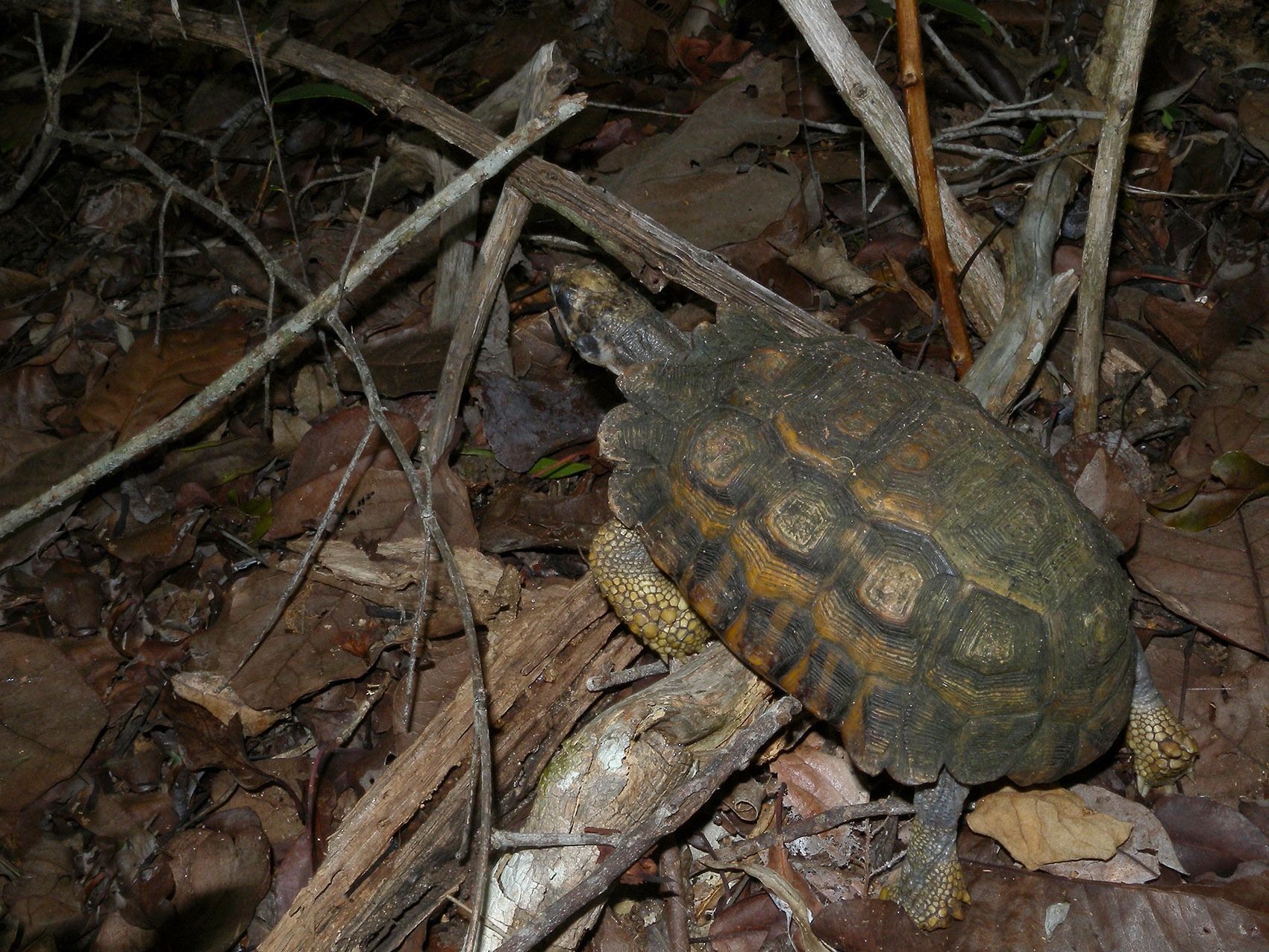
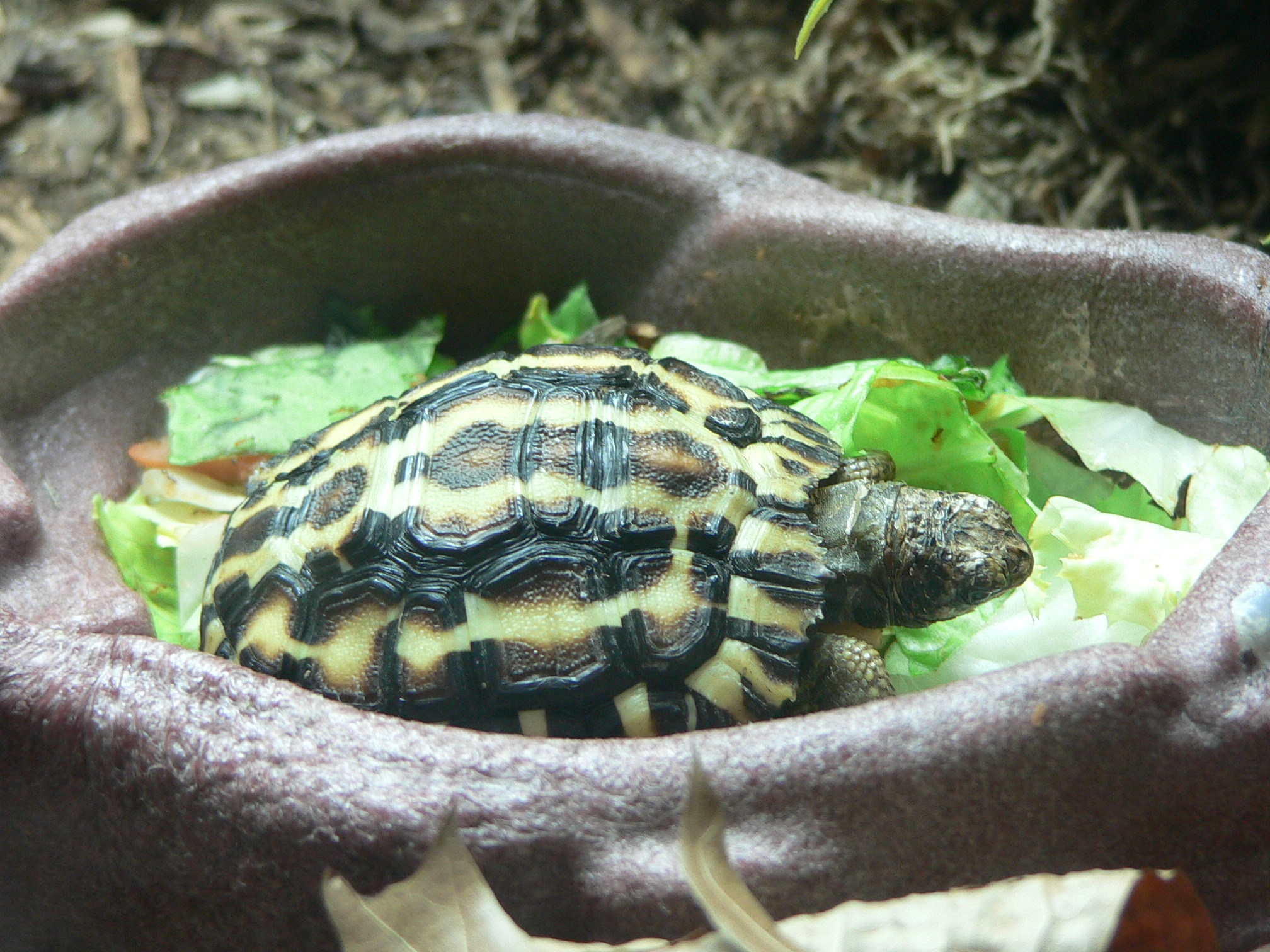

## Publication originale
- Grandidier, 1867 : Liste des reptiles nouveaux découverts, en 1866, sur la côte sud-ouest de Madagascar. Revue et Magazine de Zoologie (Paris), ser. 2, vol. 19, p. 232-234 (texte intégral).